# Колонія-Фабрічій
Колонія-Фабрічій (рум. Colonia Fabricii) — село у повіті Тіміш в Румунії. Адміністративний центр комуни Томешть.
Село розташоване на відстані 331 км на північний захід від Бухареста, 84 км на схід від Тімішоари, 149 км на південний захід від Клуж-Напоки.

## Населення
За даними перепису населення 2002 року у селі проживали 745 осіб.
Національний склад населення села:
| Національність | Кількість осіб | Відсоток |
| -------------- | -------------- | -------- |
| румуни         | 696            | 93,4%    |
| угорці         | 31             | 4,2%     |
| німці          | 16             | 2,1%     |

Рідною мовою назвали:
| Мова      | Кількість осіб | Відсоток |
| --------- | -------------- | -------- |
| румунська | 702            | 94,2%    |
| угорська  | 36             | 4,8%     |
| німецька  | 7              | 0,9%     |